# Film in 1992
Dit artikel gaat over de film in het jaar 1992.

## Succesvolste films
De tien films uit 1992 die het meest opbrachten.
| Rang | Titel                          | Distributeur         | Opbrengst wereldwijd |
| ---- | ------------------------------ | -------------------- | -------------------- |
| 1    | Aladdin                        | Walt Disney Pictures | $ 504.050.219        |
| 2    | The Bodyguard                  | Warner Bros.         | $ 410.945.720        |
| 3    | Home Alone 2: Lost in New York | 20th Century Fox     | $ 358.994.850        |
| 4    | Basic Instinct                 | Sony Pictures        | $ 352.927.224        |
| 5    | Lethal Weapon 3                | Warner Bros.         | $ 321.731.527        |
| 6    | Batman Returns                 | Warner Bros.         | $ 266.822.354        |
| 7    | A Few Good Men                 | Columbia Pictures    | $ 243.240.178        |
| 8    | Sister Act                     | Walt Disney Pictures | $ 231.605.150        |
| 9    | Bram Stoker's Dracula          | Sony Pictures        | $ 215.862.692        |
| 10   | Wayne's World                  | Paramount Pictures   | $ 183.097.323        |

## Lijst van films
- 1492: Conquest of Paradise
- L'Accompagnatrice
- Aladdin
- Alien³
- L'Amant
- American Me
- Basic Instinct
- Batman Returns
- Beethoven
- Braindead
- Bram Stoker's Dracula
- The Bodyguard
- Boomerang
- Blue Ice
- Buffy the Vampire Slayer
- C'est arrivé près de chez vous
- Chaplin
- Christopher Columbus: The Discovery
- Cool World
- The Crying Game
- Cyborg 2: Glass Shield
- Daens
- Damage
- Death Becomes Her
- Dr. Giggles
- Encino Man
- Far and Away
- A Few Good Men
- Final Analysis
- Forever Young
- Freejack
- Glengarry Glen Ross
- The Hand That Rocks the Cradle
- Hoffa
- Home Alone 2: Lost in New York
- Honey, I Blew Up the Kid
- Honeymoon in Vegas
- HouseSitter
- Howards End
- Husbands and Wives
- Indochine
- K2
- Kickboxer 3: The Art of War
- A Kid from Tibet
- The Last of the Mohicans
- The Lawnmower Man
- A League of Their Own
- Lethal Weapon 3
- Lorenzo's Oil
- Malcolm X
- The Mighty Ducks
- Mo' Money
- The Muppet Christmas Carol
- My Cousin Vinny
- New Dragon Gate Inn
- Of Mice and Men
- The Panama Deception
- Patriot Games
- Pet Sematary II
- The Player
- Poison Ivy
- Porco Rosso
- Praying with Anger
- Radio Flyer
- Reservoir Dogs
- Roadhouse
- Ruby
- Scent of a Woman
- Shining Through
- Single White Female
- Sister Act
- Sleepwalkers
- Sneakers
- Strictly Ballroom
- The Sun on the Roof of the World
- Swordsman III
- Die Tigerin
- Toys
- Twin Peaks: Fire Walk with Me
- Under Siege
- Unforgiven
- Universal Soldier
- Unlawful Entry
- Van Gogh
- Van Gogh's Ear
- Wayne's World
- Where the Day Takes You
- White Men Can't Jump
- White Sands

## Lijst van Nederlandse films
- Boven de bergen
- De bunker
- Flodder in Amerika!
- Ik ga naar Tahiti
- Ivanhood
- De Johnsons
- De Noorderlingen
- Richting Engeland
- Rooksporen
- Transit
- Voor een verloren soldaat
- De zondagsjongen
- Het Zakmes

1870-1879 · 1880-1889 · 1890 · 1891 · 1892 · 1893 · 1894 · 1895 · 1896 · 1897 · 1898 · 1899 · 1900 · 1901 · 1902 · 1903 · 1904 · 1905 · 1906 · 1907 · 1908 · 1909 · 1910 · 1911 · 1912 · 1913 · 1914 · 1915 · 1916 · 1917 · 1918 · 1919 · 1920 · 1921 · 1922 · 1923 · 1924 · 1925 · 1926 · 1927 · 1928 · 1929 · 1930 · 1931 · 1932 · 1933 · 1934 · 1935 · 1936 · 1937 · 1938 · 1939 · 1940 · 1941 · 1942 · 1943 · 1944 · 1945 · 1946 · 1947 · 1948 · 1949 · 1950 · 1951 · 1952 · 1953 · 1954 · 1955 · 1956 · 1957 · 1958 · 1959 · 1960 · 1961 · 1962 · 1963 · 1964 · 1965 · 1966 · 1967 · 1968 · 1969 · 1970 · 1971 · 1972 · 1973 · 1974 · 1975 · 1976 · 1977 · 1978 · 1979 · 1980 · 1981 · 1982 · 1983 · 1984 · 1985 · 1986 · 1987 · 1988 · 1989 · 1990 · 1991 · 1992 · 1993 · 1994 · 1995 · 1996 · 1997 · 1998 · 1999 · 2000 · 2001 · 2002 · 2003 · 2004 · 2005 · 2006 · 2007 · 2008 · 2009 · 2010 · 2011 · 2012 · 2013 · 2014 · 2015 · 2016 · 2017 · 2018 · 2019 · 2020 · 2021 · 2022 · 2023 · 2024 · 2025